# Fàbrica Fàbregas i de Caralt
La Fàbrica Fàbregas i de Caralt era un edifici industrial de Mataró (Maresme), actualment desaparegut.

## Descripció
Edifici de planta baixa i dos pisos situat a l'illa de cases entre els carrer de Miquel Biada i de Pizarro. Presentava una estructura de pilars d'obra i sostres de perfils laminats i revoltons. La coberta, a dues aigües i amb el carener paral·lel a la façana principal, està sustentada per unes encavallades de fusta que actual no es poden veure degut a l'existència d'un fals sostre. La façana és d'obra estucada i estava ornamentada mitjançant la utilització del totxo vist per emmarcar les cantonades, les llindes de les finestres i portes i senzilles cornises a nivell de cada pis. El conjunt es completava amb la xemeneia i dos cossos de planta baixa amb la façana al carrer de Miquel Biada, que corresponen a l'antiga porteria.
La xemeneia era una obra de fàbrica de planta circular que disminuïa de secció amb l'alçada. A la part superior, configurant la boca de sortida de fums, presentava un petit relleu. S'entregava al terra mitjançant una base d'obra vista treballada. Estava lleugerament desplomada, per la qual cosa fou lligada amb uns cèrcols metàl·lics a tot el seu voltant.

## Història
Tot el conjunt s'ha desmuntat entre el 2009 i el 2011 per fer lloc a un nou centre comercial. El procés s'ha basat en esquarterar en grans porcions el recinte i traslladar-lo al solar municipal al veïnat de Valldeix, al nord del municipi. El 2011 s'han eliminat les estructures subterrànies descobertes en les excavacions arqueològiques prèvies al trasllat, i també s'ha desmuntat i traslladat la xemeneia de la fàbrica, que resta pendent d'instal·lar en un parc de la ciutat.